# Аппалачское плато
Аппала́чское плато́ (англ. Appalachian Plateau) — северо-западное предгорное плато Южных Аппалачей (США). Протягивается с северо-востока на юго-запад на 1500 км, на юге носит название Камберленд.
Поверхность плато полого повышается от 500 м на северо-западе до 1500 м на юго-востоке, где приобретает характер гор (Аллеганы). Плато глубоко расчленено реками системы Огайо. Сложено главным образом известняками верхнепалеозойского возраста. Широко распространены проявления карста, в частности, знаменитая Мамонтова пещера. Имеются крупные месторождения нефти и каменного угля.
На Аппалачском плато, особенно в его восточной части, хорошо сохранились широколиственные леса. Участки с наименее расчленённым рельефом, располагающиеся главным образом на западе, используются в качестве площадей для земледелия.